# Juan Bautista Mejía
Juan Bautista Mejía y Maguiña fue un militar y político peruano. 
Tras la independencia del Perú fue nombrado tesorero general del departamento de Huaylas el 7 de junio de 1823. Desde ese puesto pudo facilitar los aprestos de la Campaña Libertadora, llegando a obtener el grado de Coronel de Caballería. 
Fue miembro del Congreso General Constituyente de 1827 por la provincia de Huaylas. Dicho congreso constituyente fue el que elaboró la segunda constitución política del país.
Fue elegido diputado por la entonces provincia juninense de Huaylas como miembro de la Convención Nacional de 1833 que expidió la Constitución Política de la República Peruana de 1834, la cuarta de la historia del país.
Fue nombrado prefecto del departamento de Huaylas el 17 de junio de 1835 por primera vez y, por segunda vez, el 2 de agosto de 1838 hasta la fecha de su muerte.